# Wiktor Kwast
Wiktor Bolesław Kwast (ur. 21 czerwca 1906 w Sosnowcu, zm. 31 lipca 1988 w Tucson USA) – polski siatkarz, dziennikarz, propagator gier sportowych.
Zawodnik Polonii Warszawa, jeden z założycieli drużyny siatkarzy, zdobył z nią mistrzostwo Polski w 1937, wieloletni kierownik sekcji gier sportowych, autor wielu książek o tematyce sportowej m.in.:
- "Piłka siatkowa: podręcznik dla gracza : przepisy, technika i taktyka, zaprawa"
- "Hazena (jordanka) podręcznik dla grających i instruktorów"[2].
- "Przewodnik sportowy 1933"

Sędzia zawodów siatkarskich, 1930-33 członek zarządu Polski Związek Gier Sportowych.
Absolwent gimnazjum Lelewela w Warszawie (1925 r.).
Po II wojnie światowej osiedlił się w USA.